# Gaj (gmina Jaszuny)
Gaj (lit. Gojus) − wieś na Litwie, w gminie rejonowej Soleczniki, 2 km na południe od Jaszunów, zamieszkana przez 195 ludzi. Przed II wojną światową w Polsce, w powiecie wileńsko-trockim województwa wileńskiego.